# نلو گوورناتو
نلو گوورناتو (انگلیسی: Nello Governato; ۱۴ سپتامبر ۱۹۳۸ – ۷ ژوئن ۲۰۱۹) بازیکن فوتبال اهل ایتالیا بود.
از باشگاه‌هایی که در آن بازی کرده‌است می‌توان به باشگاه فوتبال اینتر میلان، باشگاه ورزشی لاتزیو، باشگاه فوتبال تورینو، باشگاه فوتبال کومو، و باشگاه فوتبال ویچنزا اشاره کرد.